# Александар Вукић
Александар Вукић (Сиднеј, 6. април 1996) јесте аустралијски тенисер.

## Биографија
Вукић је рођен у Сиднеју у Аустралији, пореклом је Србин/Црногорац. Његови родитељи и старији брат напустили су Црну Гору током распада Југославије почетком 1990-их и настанили су се у Сиднеју пре него што се родио. Почео је да игра тенис са 6 година, а касније је похађао Универзитет у Илиноису од 2015. до 2018. године, где је три пута проглашен за свеамеричког тенисера.
Његов највиши ранг на АТП листи био је 48, у синглу, постигнуту 14. августа 2023. Вукић је остварио и високу позицију у каријери на АТП ранг листи у дубловима. Био је 389. у дубловима 21. марта 2022.
Он је освојио једну ITF Futures титулу у појединачној конкуренцији.
Дебитовао је у главном жребу на АТП синглу на Сиднеј интернационалу 2018, и први пут је играо на Отвореном првенству Француске 2020, након проласка квалификација.